# Francisco de Sá de Miranda
Francisco de Sá de Miranda (28. srpna 1481 Coimbra – 17. května 1558 Amares) byl portugalský šlechtic a básník, který uvedl do portugalské literatury renesanční vlivy a žánry jako je sonet, elegie, ekloga nebo stance. Psal portugalsky a kastilsky.

## Život
Pocházel z vlivné šlechtické rodiny, jeho bratr Mem de Sá byl třetím guvernérem portugalské kolonie v Brazílii. První studia řečtiny, latiny a filosofie absolvoval na vysoké škole v klášteře Santa Cruz v Coimbře, v roce 1505 pak začal studoval právo na univerzitě v Lisabonu. Na studiích také začal psát verše, prozatím ve středověkém stylu (vilancete, cantiga, esparsa, trova). V roce 1521 odcestoval do Itálie, kde navázal kontakt s mnoha spisovateli italské renesance, včetně své příbuzné Vittorie Colonny, dále Pietra Bemba, Jacopo Sannazara a Ludovico Ariosta. Na cestě domů, v roce 1526, navštívil Španělsko, kde potkal spisovatele Juana Boscána Almogávera a Garcilasa de la Vegu. Po návratu do Portugalska v roce 1526 nebo 1527 byl přijat ke královskému dvoru, kde se stal přítelem krále Jana III. Zde začal psát verše v novém stylu, který poznal v Itálii (Fábula do Mondego, Alexo). Kromě básní napsal dvě divadelní komedie, první v portugalské literatuře: Estrangeiros (uvedeno prvně v Coimbře v roce 1528 a publikováno v roce 1559) a Vilhalpandos (napsáno kolem roku 1530 a publikováno v roce 1560). Napsal rovněž první portugalskou tragédii Cleópatra, která se ale dochovala jen částečně. Zanechal také několik dopisů ve verších určených lidem, jako byl král Jan III. nebo jeho bratr Mem de Sá. Strávil u dvora čtyři roky, poté se přestěhoval do provincie Minho na severu země, kde koupil pozemky. Zde napsal svá vrcholná básnická díla (Basto, Cartas). Kolem roku 1530 se oženil s Briolanja de Azevedovou, dámou urozeného původu. V roce 1552 se přestěhoval do Quinta da Tapada poblíž Amares, kde ve věku 76 let zemřel.